# フィンゴリモド
フィンゴリモド（Fingolimod、開発コードFTY720）は免疫抑制剤で、リンパ球がリンパ節から体液中に出るのを妨げて免疫を抑制する。多発性硬化症治療薬として発売されている。アメリカ合衆国では2010年9月、日本では2011年11月28日に発売された。商品名はイムセラ（田辺三菱製薬）、ジレニア（ノバルティスファーマ）。
京都大学の藤多哲朗教授と台糖、吉富製薬（FTYの名称は三者にちなむ）の共同研究でIsaria sinclairii （冬虫夏草菌の一種）に含まれる成分ミリオシン（Myriocin、ISP-1）に免疫抑制効果が見出されたことから、この化合物の構造に基づいて新たに合成され、その後三菱ウェルファーマ（現・田辺三菱製薬）等で開発が行われた。腎移植および多発性硬化症に対する治験が行われ、発売に至る。
従来の多発性硬化症治療薬のインターフェロンβ-1a（筋肉内注射）とは異なり、1日1回、1カプセルを経口投与する。

## 効能・効果
「多発性硬化症の再発予防および身体的障害の進行抑制」について認可されているが、偽薬対照第III相比較臨床試験の結果、身体的障害の進行抑制については効果が認められなかった。

## 作用機序
スフィンゴシンのアナログであり、スフィンゴシンキナーゼによりリン酸化され、スフィンゴシン-1-リン酸受容体の1つであるS1PR1に結合してアゴニストとして働くと考えられている。またそれとは別に、カンナビノイド受容体のアンタゴニスト、ホスホリパーゼA2（cPLA2）阻害剤、またはセラミド合成酵素阻害剤であるとの報告もある。
その他の自己免疫疾患への適用も考えられている。

## 警告
投与開始後数日間、心拍数が大きく低下することがある。

## 禁忌
クラスIa（キニジン、プロカインアミド等）またはクラスIII（アミオダロン、ソタロール等）の抗不整脈剤を投与中の患者には禁忌である。また、重篤な感染症のある患者に用いてはならない。

## 副作用
心拍数の低下（徐脈もしくは徐脈性不整脈）、感染症、黄斑浮腫、呼吸障害、肝機能障害など。
重大な副作用は、感染症（細菌、真菌、ウイルス等　45.3%）、徐脈性不整脈（徐脈：11.2%、房室ブロック（第I度から第II度：5.0%、第III度：0.04%）等）、黄斑浮腫（0.6%）、悪性リンパ腫、可逆性後白質脳症症候群、進行性多巣性白質脳症（PML）、虚血性および出血性脳卒中、末梢動脈閉塞性疾患（0.04%）。（頻度未記載は頻度不明）